# Nono Dottore
Il Nono Dottore è la nona incarnazione del protagonista di Doctor Who, interpretato dall'attore Christopher Eccleston a partire dal 2005.
Nella numerazione è considerato il "Nono", ma in realtà è la decima incarnazione del Dottore, contando il War Doctor, la rigenerazione che si è creata tra l'Ottavo e il Nono Dottore. Secondo la trama della serie, il Dottore è un viaggiatore nel tempo, un alieno umanoide appartenente a una razza conosciuta come I Signori del Tempo. Quando il Dottore è gravemente ferito può rigenerare il proprio corpo, ma questo implica il totale cambiamento del suo aspetto esteriore oltre che della sua personalità.

## Biografia del personaggio
(Intercalare tipico del Nono Dottore)
Questa incarnazione nasce quando il suo predecessore, il War Doctor, a seguito dell'età troppo avanzata e un fisico debilitato a causa della guerra, comincia a rigenerarsi nel TARDIS alla fine dell'Ultima Grande Guerra del Tempo. Dato che le linee temporali non erano sincronizzate, a causa della presenza dei Dottori futuri, il nuovo Dottore perde tutti i ricordi relativi al salvataggio di Gallifrey (Il giorno del Dottore) e gli viene lasciato credere di aver causato la morte di miliardi di Signori del Tempo innocenti. Di conseguenza egli comincia la sua nuova vita devastato dall'apparente genocidio e pieno di rabbia.
Il TARDIS avverte un problema nella Londra del 2005, allertando il Dottore della presenza della Coscienza Nestene. Qui salva una giovane donna, Rose Tyler, aggredita da alcuni Auton nel seminterrato del negozio in cui lavora. I due si incontrano nuovamente il giorno seguente e, dopo una breve ricerca, individuano la Coscienza Nestene, che controlla gli Auton dalla London Eye. A questo punto gli Auton (sotto forma di manichini) prendono vita ovunque e iniziano a uccidere le persone. Rose, aiutando il Dottore, riesce a fermare il genocidio e ad eliminare la Coscienza Nestene.
Una volta che il pericolo è cessato, il Dottore invita Rose a viaggiare insieme attraverso lo spazio e il tempo con il suo TARDIS e lei, dopo un'iniziale titubanza, accetta con felicità.
Il rapporto del Nono Dottore con i familiari di Rose è sin da subito problematico, soprattutto da quando nel riportare la ragazza a casa la prima volta, il Dottore torna accidentalmente a terra 12 mesi dopo la loro partenza. A causa delle sue azioni egli viene quindi trattato come un predatore sessuale di Internet dalla madre di Rose, Jackie, mentre l'ex fidanzato della ragazza, Mickey, è diventato il sospettato principale dell'omicidio di Rose. 
A seguito dell'aiuto di Mickey durante un attacco degli Slitheen a Londra, verificatosi poco dopo il loro ritorno, il Dottore propone anche al ragazzo di restare con loro a bordo del TARDIS, ma lui rifiuta.
Un altro compagno del Nono Dottore è Adam Mitchell, incontrato durante l'episodio Dalek, ma la cui permanenza sul TARDIS è molto breve, in quanto, durante la sua prima avventura col Dottore, questi lo scopre a contrabbandare conoscenze dal futuro, dal Satellite Cinque, nell'anno 200.000 e lo espelle dal TARDIS una volta tornati nella sua linea temporale di appartenenza, lasciandogli anche un segno di punizione.
Il carattere rabbioso del Dottore si mostra anche quando ne Il padre di Rose, la ragazza anziché assistere soltanto alla morte del papà come aveva chiesto, istintivamente lo salva creando un paradosso temporale, che per essere sistemato richiederà comunque il sacrificio dell'uomo.
Ne Il bambino vuoto il Dottore e Rose, nella Londra della Seconda Guerra Mondiale, incontrano per la prima volta Jack Harkness, un artista ed ex Agente del Tempo, proveniente dal LI secolo. L'uomo si rivela una brava persona, pronta anche a sacrificarsi per gli altri e aiutare il Dottore, il quale decide così di salvarlo all'ultimo momento e prenderlo con sé e Rose nel TARDIS.
In Padroni dell'universo il Nono Dottore, dopo essersi ritrovato nuovamente su Satellite 5 assieme a Rose e Jack e aver rischiato già una volta di perdere la ragazza, scopre che ora il luogo è sotto il controllo dei suoi nemici numero uno: I Dalek. Infatti anche l'Imperatore Dalek è sopravvissuto alla Guerra Temporale e ha ricostruito la sua specie.
Il Dottore decide così di far ritornare Rose a casa con l'inganno, attraverso un teletrasporto d'emergenza del TARDIS, mentre Jack tenta disperatamente di rallentare l'avanzata dei Dalek, rimanendo però ucciso.
Il Nono Dottore capisce di non poter far nulla per salvarsi e sconfiggere i Dalek, in quanto la sua unica arma coinvolgerebbe la Terra, ma inaspettatamente Rose riesce a tornare indietro e per aiutarlo assorbe tutto il vortice del tempo che risiede nel TARDIS, riuscendo così a emanare un'energia spaventosa che spazza via tutti i Dalek e riporta in vita Jack, il quale si scoprirà in seguito divenuto immortale da quel momento in poi.
La situazione sembra risolta, ma, avendo assorbito il vortice, non adatto a un corpo umano, Rose si sta inconsapevolmente uccidendo, così il Dottore la bacia, assorbendo l'energia del vortice e salvandola.  Tuttavia l'energia è dannosa anche per le sue cellule, perciò dopo essere ritornati al TARDIS rassicura Rose che sarebbe scampato alla morte grazie a un processo tipico della sua specie ma notando che non l'avrebbe più rivista con quella faccia. Rose, sbalordita, guarda così il Nono Dottore "lasciarla" per assumere delle nuove sembianze, rigenerandosi nel Decimo Dottore.

### Altre apparizioni
Il Nono Dottore fa anche delle comparse negli episodi Il nome del Dottore dove è intravisto nella linea temporale del Dottore e in Il giorno del Dottore, (attraverso materiale d'archivio) dove insieme a tutte le sue rigenerazioni passate e i futuri due Dottori successivi a sé, aiuta ad evitare la distruzione di Gallifrey e cambiando il proprio passato.
Immagini di lui sono visibili in Un altro Dottore, L'undicesima ora, Il coinquilino,   Incubo Cyberman,  I mariti di River Song, C'era due volte e I bambini senza tempo.

## Aspetto

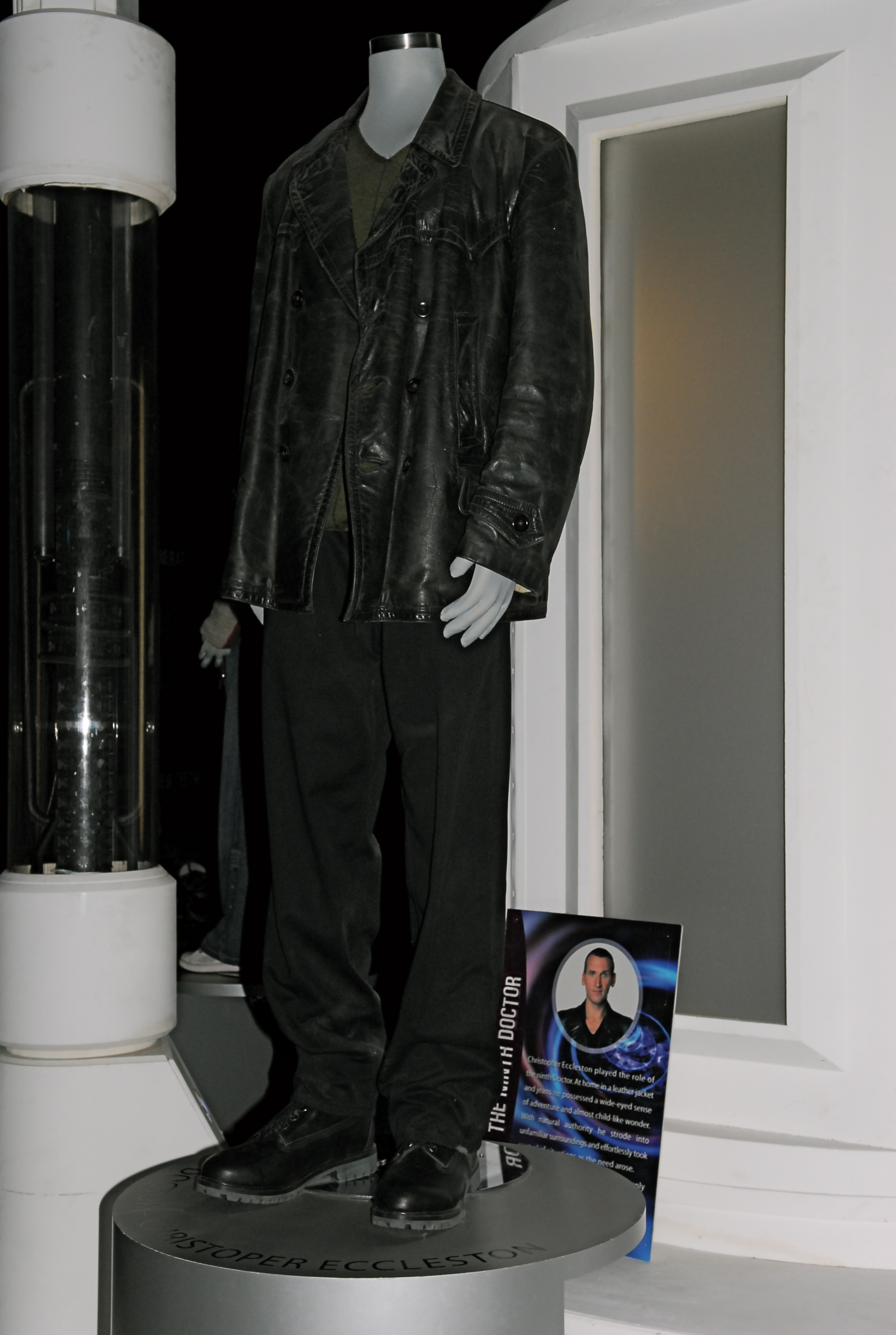
Il vestito del Nono Dottore esposto alla Doctor Who Experience a Cardiff.

Il vestiario del Nono Dottore è molto meno cospicuo di quello dei suoi predecessori.
Un'incarnazione meno vistosa, il Nono Dottore opta per un abbigliamento più spoglio e robusto. Il punto principale del suo vestito è una giacca di pelle nera a doppio petto abbastanza malconcia, anche se in altre opere dello stesso universo, la giacca appare di colore marrone.
Jack Harkness paragona la giacca del Nono Dottore a quelle indossate dai capitani delle U-boat tedesche. 
Il Dottore è particolarmente affezionato alla giacca e raramente va in giro senza di essa.
Insieme alla giacca, indossa una serie di maglioni con collo a V, a tinta unita: in blu scuro, verde militare, viola scuro e nero. 
A completare il suo abbigliamento ci sono un paio di pantaloni neri, con abbinata una cinta in pelle dello stesso colore e un orologio da polso con cinturino nero, che spesso guarda per scoprire le date e gli anni in cui si trovano.
Spesso il Nono Dottore viene paragonato a un marinaio a causa del suo abbigliamento.
Nelle fotografie che lo ritraggono durante avvenimenti della storia passata il Nono Dottore ha invece spesso abbigliamenti diversi: durante l'inaugurazione del Titanic nel 1912, il Dottore indossava una cravatta rossa con una camicia bianca e un redingote doppiopetto nero, mentre aveva un maglione blu scuro a collo alto all'epoca dell'assassinio di John F. Kennedy.
Il suo accento e atteggiamento sono più da classe operaia; il Nono Dottore parla infatti con un accento chiaramente dell'Inghilterra del Nord.
Alto circa un metro e ottanta, il Nono Dottore sembra un uomo sulla quarantina e ha degli occhi blu chiarissimi, ha una piccola cicatrice sulla guancia destra e capelli di un marrone scuro, tagliati troppo corti e male. A volte si presenta con una barbetta incolta, che porta gli altri a dirgli di radersi.
È considerato attraente da alcuni come Jackie Tyler e Jabe, che lo descrivono come "un buon pasto se ti piacciono un po' rozzi", e i suoi occhi sono definiti "sognanti"; il Nono Dottore crede che il proprio aspetto sia più da duro, soprattutto se comparato a quello dell'ottava incarnazione. 
Egli inoltre si ritiene molto affascinante, dal momento che dice a Rose di star sforzandosi di non sentirsi insultato quando lei ne Il bambino vuoto, si chiede perché tutti gli uomini dall'aspetto figo spariscano sempre e visto che è ossessionato dalle insinuazioni di Mickey sul fatto di non trovare il Dottore affascinante.
Ha delle orecchie grandi, cosa che inizialmente lo sconvolge quando guarda il proprio riflesso e che non sente siano adatte a sé. La loro grande dimensione gli vale il soprannome di "Orecchie Grandi" da Mickey Smith. Ironicamente al momento di rigenerarsi, la sua precedente incarnazione aveva sperato che le orecchie del suo successore sarebbero state meno evidenti.
Da alcuni dialoghi si capisce come anche il naso del Nono Dottore sia considerato altrettanto grande.

## Personalità
Il Nono Dottore è un'incarnazione di un grande dolore e rabbia, afflitto dal risultato disastroso dell'Ultima Grande Guerra Temporale. Egli è emotivamente stanco, rischia di spezzarsi quando affronta il dolore, la sofferenza o la morte. Dal temperamento mercuriale, il Nono Dottore nasconde il suo dolore con una facciata di energia maniacale, arguzia acuta, insolita ed entusiasta fiducia, ma tende ad abbandonare rapidamente la maschera quando è profondamente dispiaciuto.
Dietro il suo carattere pieno di rabbia, tuttavia, è in realtà una delle più nobili incarnazioni e la decisione di restituire volontariamente il potere del Vortice del Tempo nel cuore del TARDIS dopo aver salvato Rose, assorbendo il potere in sé stesso, nonostante il Decimo Dottore affermi che un Signore del Tempo diventerebbe un "dio vendicativo" se assorbisse tali poteri, ne dimostra sicuramente un'indole umile e buona. 
A causa del fardello emotivo che porta con sé, con ferite ancora aperte, egli prende spesso decisioni avventate dovute all'euforia del momento senza rifletterci su, senza emozioni e senza logica, spesso gettandosi in situazioni di pericolo anche se non necessarie e peccando di superbia. 
Nonostante tenda a notare i difetti dell'umanità maggiormente rispetto ai suoi predecessori, il Nono Dottore conserva ancora l'atteggiamento altruista e premuroso che aveva caratterizzato le sue vite precedenti, non esitando mai a mettersi in pericolo per salvare quelli intorno a lui. Il Nono Dottore dimostra quindi di avere un atteggiamento contrastante, duro nei confronti degli uomini da una parte, ma un vero amante della vita dall'altra, come dimostra quando si rende conto di poter invertire il dolore e le sofferenze che aveva incontrato con la piaga dei bambini vuoti, e sprizza felicità da tutti i pori, urlando che "solo per questa volta, tutti vivono", di sentirsi raggiante come Babbo Natale e che all'intero Universo servirebbero più giorni come quello.
A dimostrazione del suo amore per la vita, il Nono Dottore si stupisce in più occasioni quando alcune persone definiscono poco importante la propria vita, sottolineando quanto ogni singola vita umana sia fondamentale.
Più distaccato e insensibile di altre incarnazioni, il Nono Dottore non riesce a comprendere le emozioni più umane, come il lutto; tratta inoltre le persone più paurose, come Mickey, con mancanza di rispetto, come se fossero dalla parte dei cattivi e dimostra uno scarso senso della pietà. Tuttavia, ha anche un forte senso della giustizia e non accetta che il seguire degli ordini sia considerato come una scusa per commettere azioni orribili.
Spesso si dimostra vanitoso e arrogante e preferisce anche restare dietro le quinte incoraggiando atti di eroismo altrui, ma non per questo ha mai paura di affrontare direttamente i suoi avversari.
Il Nono Dottore ha quindi un carattere piuttosto pragmatico, anche laddove potrebbe risultare fuori luogo, autoritario verso i suoi nemici, lasciandoli morire soprattutto se tentano di giustificare le proprie azioni, ma preferisce usare la diplomazia quando possibile. Il Nono Dottore si rivela tuttavia in qualche modo flessibile, in quanto in grado di cambiare idea sulle persone dopo che queste hanno dimostrato il loro potenziale, come nel caso di Mickey e del Capitano Jack.
Nonostante sembri quindi così duro emotivamente e malinconico, il Nono Dottore sa mostrare un lato divertente di tanto in tanto, quasi goliardico, godendosi il pasto con Nancy e i suoi amici bambini, e sagace, come nello scambio di flirt scherzosi con Jack Harkness.
Perciò a dispetto della sua natura fondamentalmente celibe, il Nono Dottore si impegna in alcuni flirt dai toni amichevoli; crede inoltre che sposarsi per amore sia sopravvalutato.
Tuttavia si prende cura molto profondamente di Rose Tyler, è riluttante a metterla in pericolo, in contraddizione con la sua indole di base avventata ed è persino disposto a lasciare un Dalek libero sulla Terra pur di tenerla al sicuro. Inoltre quando i Dalek invadono Satellite Cinque, il Nono Dottore manda la ragazza a casa per proteggerla, rinunciando alla propria unica via di fuga, il TARDIS, e in seguito assorbe volontariamente l'energia del Vortice del Tempo riversata in lei, salvandole la vita, pur consapevole che questo lo costringerà a rigenerarsi. 
Molti credono che i due siano amanti, ma il Nono Dottore non conferma né nega mai un'attrazione per Rose, a differenza dei più espliciti sentimenti del suo successore.
Il Nono Dottore esprime chiaramente un profondo interesse per la storia, in particolare per quella della Terra, affermando anche di viaggiare in particolare per poterla vedere svolgersi. Egli è anche un fan di Charles Dickens, infatti reagisce con entusiasmo quando lo incontrano, e ha un interesse per l'arte in generale. Ha letto David Copperfield, Oliver Twist, Grandi speranze, e Canto di Natale.
Ha una certa fissazione per le banane, tanto da portarne una nella tasca interna della sua giacca e le definisce una "buona fonte di potassio".
Questa incarnazione sembra anche molto appassionata alla televisione: la guarda con interesse a casa di Rose, racconta a Mickey di prendere tutte le partite di calcio nel TARDIS e fa riferimento ai propri show preferiti.
Egli si definisce come un viaggiatore che vaga, alla ricerca di una vita tranquilla.
Anticipando in qualche modo i suoi successori, il Nono Dottore prova un certo rifiuto per le armi, cosa che lo porta inizialmente a scontrarsi con Jack Harkness, abituato a portarne con sé, ma a differenza dei successivi Dottori, questo ne accetta comunque l'uso in situazioni di emergenza o come strumento.
Quando viene messo alla prova dall'Imperatore dei Dalek, il Nono Dottore affronta la terribile scelta tra distruggere i Dalek, e di conseguenza anche la Terra, e permettere ai Dalek di ucciderlo ed invadere l'intero universo. Alla fine, il Dottore non riesce a distruggere la Terra, nemmeno per sbarazzarsi una volta per tutte dei Dalek. Nonostante in questa occasione egli si definisca un codardo, conferma il proprio codice d'onore di non essere mai "crudele o codardo" e così facendo dimostra di essere diventato migliore rispetto al suo ultimo incontro con un Dalek, apparentemente l'ultimo della sua specie, che aveva torturato sadicamente.
Mentre il Decimo Dottore crederà di essere diventato rude per quanto riguarda i modi della sua incarnazione precedente, arrivando ad averne una bassa opinione e considerandolo violento perché "nato in guerra", l'Undicesimo Dottore non sembrerà avere sentimenti così negativi verso il Nono e il Dodicesimo Dottore definirà la nona incarnazione davvero "fantastica".
Quando parla della propria possibilità di morire in un messaggio olografico, il Nono Dottore non si mostra minimamente preoccupato per l'argomento, sperando solo in una buona morte, e quando crede che i Dalek lo stiano per sterminare, la sua unica reazione è di chiudere gli occhi e aspettare la fine. 
Dopo che ha inizio il processo di rigenerazione causato dal danno cellulare per aver assorbito il Vortice del Tempo, il Nono Dottore tenta di non turbare Rose facendo battute scherzose sul suo prossimo cambiamento e dandole un ultimo sorriso prima di rigenerarsi. 
Ha l'abitudine di dire "fantastico" quando è soddisfatto di qualcosa, si è imbattuto in una situazione pericolosa, ha visto qualcosa di interessante o quando ha definito un luogo o una persona; ha usato il termine anche nelle sue ultime parole per definire Rose e sé stesso per rallegrare la ragazza prima di rigenerarsi.

## Casting
In origine, lo sceneggiatore Russell T Davies aveva proposto il ruolo per il Nono Dottore a Hugh Grant, che in precedenza aveva interpretato una possibile dodicesima incarnazione del Dottore nella parodia di Doctor Who and The Curse of Fatal Death; ma questi rifiutò, pensando che lo spettacolo non avrebbe decollato. 
L'attore ha poi espresso un profondo rammarico al riguardo nel 2007, dopo aver visto il successo che il nuovo spettacolo aveva ottenuto.
La produttrice Jane Tranter considerò anche di scritturare Judi Dench per il ruolo del Nono Dottore, ma il posto alla fine andò a Christopher Eccleston.

## Accoglienza
James Delingpole di The Spectator notò che dal Quarto Dottore, Tom Baker, in poi tutti gli attori che prima di Eccleston  avevano interpretato il Dottore, avevano la tendenza a interpretare il ruolo in un modo "troppo sapiente, amabile o twee". Egli sentiva quindi che il "Nono Dottore" brusco, snob e virile poteva riportare lo spettatore all'epoca d'oro di Jon Pertwee, quando la serie aveva ancora quel tocco di oscurità.
Marena Manzoufas, responsabile della programmazione ABC, commentò che Eccleston "ha portato una nuova energia dinamica al ruolo" e che lo spettacolo avrebbe attirato sia gli spettatori di lunga data che i nuovi fan; citò gli alti risultati del primo episodio di Eccleston - oltre 10 milioni - come prova che il pubblico era pronto ad accogliere una nuova era dello spettacolo
Richard Henley Davis di The Economic Voice notò che David Tennant "aveva grandi stivali da riempire dopo il Doctor Who di Christopher Eccleston, che molti ritengono essere la più grande incarnazione del Signore del Tempo pazzo".
In un'intervista del 2005, lo stesso Tennant dichiarò "c'è un sacco di lavoro da fare per essere all'altezza", dopo aver assunto il ruolo di Eccleston, avendo ammirato le sue interpretazioni come spettatore.
In vista dell'anteprima della serie su Australian Network ABC, Robin Oliver di Sydney Morning Herald predisse che gli spettatori più anziani "troveranno Eccleston facilmente il miglior lord da Tom Baker." Tuttavia Harry Venning di The Stage, mentre era entusiasta del revival del show, etichettò Eccleston come "la più grande delusione dello show" dopo l'episodio principale, affermando che sembrava a disagio in un ruolo di fantasia.
Stephen Kelly del Guardian ritenne che il Nono Dottore di Eccleston avesse molti difetti, due dei quali erano il sentirsi "simile ad un extra EastEnders e il ripetere "fantastico" ad ogni occasione"; tuttavia, sentiva che egli avesse "portato calore, spirito e promesse" e una "presenza formidabile". Kelly riteneva che Eccleston fosse credibile come un uomo che aveva distrutto due civiltà e che aveva a che fare con le ripercussioni di ciò e che avrebbe potuto portare di più allo spettacolo se Eccleston fosse rimasto per una seconda stagione.
L'attore del Settimo Dottore, Sylvester McCoy, ha elogiato Eccleston come "abbastanza alieno" come il Dottore e dicendo "non eravamo sicuri se fosse al limite della pazzia o no, il che era piuttosto buono." Peter Davison, che ha interpretato il Quinto Dottore, ha criticato la decisione di Eccleston di smettere dopo una stagione, affermando "Non penso che tu possa impegnarti con il nuovo dottore nel modo in cui dovresti farlo."

## Premi e riconoscimenti
Nel 2005 Christopher Eccleston ha vinto come "Attore più Popolare" ai National Television Awards e il premio TV Quick and TV Choice come "Miglior Attore".
È stato anche votato come "Miglior Attore" dai lettori della rivista SFX.
Eccleston è stato nominato Miglior Attore con il 59,42% dei voti nel sondaggio "Best of Drama" online di BBC.co.uk nel 2005, mentre in un sondaggio di Doctor Who Magazine nel 2006, è stato votato come il terzo Dottore più forte dopo a quelli interpretati da Tom Baker e David Tennant.
Nell'aprile del 2011, anche IGN ha elencato il Dottore di Eccleston come terzo miglior Dottore, ritenendo che "ci ha regalato un dottore duro come le unghie, danneggiato dalla guerra e dal senso di colpa, ma che possiede ancora la stessa scintilla di divertimento e di avventura dei suoi predecessori". 
Il sito web di intrattenimento affermava che introducendo una nuova generazione allo show, egli "è diventato un'icona per un nuovo millennio". 
Gavin Fuller del The Daily Telegraph lo nominò il nono miglior Dottore, notando che Eccleston era "un attore serio" e "i suoi tentativi di uno stile più leggero potrebbero sembrare un po' forzati", anche se questo è stato "controbilanciato dalla sua resa dei conti contro i Dalek". Anche Fuller, come altri, fu deluso dal fatto che il suo "tempo fosse finito troppo rapidamente".
Un sondaggio condotto nel 2012 dalla rivista americana Entertainment Weekly ha fatto sì che Eccleston venisse votato come il quarto Dottore più popolare, subito dopo David Tennant, Matt Smith (l'Undicesimo Dottore) e Tom Baker.